# ماريو بيريز
ماريو بيريز (بالإسبانية: Mario Pérez Guadarrama) (30 ديسمبر 1946 بمدينة مكسيكو في المكسيك - ) هو لاعب كرة قدم مكسيكي في مركز الدفاع، شارك في كأس العالم 1970 والألعاب الأولمبية الصيفية 1968. وشارك مع منتخب المكسيك لكرة القدم. أما مع النوادي، فقد لعب مع نادي أمريكا ونادي نيكاكسا وتامبيكو ماديرو.

## وصلات خارجية
- ماريو بيريز (لاعب) على موقع الاتحاد الدولي (مؤرشف)  (الإنجليزية)
- ماريو بيريز (لاعب) على موقع قاعدة بيانات كرة القدم.إي يو (الإنجليزية)
- ماريو بيريز (لاعب) على موقع ناشيونال فوتبول تيمز (الإنجليزية)
- ماريو بيريز (لاعب) على موقع أوليمبيديا (الإنجليزية)